# Trichogramma oatmani
Trichogramma oatmani är en stekelart som beskrevs av Antonio Rocha da Torre 1980. Trichogramma oatmani ingår i släktet Trichogramma och familjen hårstrimsteklar. Inga underarter finns listade i Catalogue of Life.